# Колесниченко Олексій Никифорович
Колесниченко Олексій Никифорович (нар. 28 березня 1923, Харків — пом. 19 травня 1985) — український вчений-криміналіст, доктор юридичних наук, професор, завідувач кафедри криміналістики (1957—1981) Харківського юридичного інституту. Учасник Радянсько-німецької війни, інвалід війни II групи  .

## Біографія
Олексій Никифорович Колесниченко народився 28 березня 1923 року у місті Харкові. У червні 1941 вступив до Ростовського артилерійського училища. У листопаді – грудні 1941 брав участь у боях за Ростов – на - Дону. Із січня по лютий 1942 продовжував навчатися в артилерійському училищі. У лютому 1942 – отримав звання лейтенант. Служив у кулеметно-артилерійському батальйоні командиром взводу, а потім командиром роти. Наприкінці липня 1942 був важко поранений у боях під Ростовом – на - Дону, після чого перебував у госпіталях. У 1944 повертається до Харкова та вступає до Харківського юридичного інституту, який закінчує з відзнакою у 1948. З 1948 – 1951 навчається в аспірантурі при кафедрі кримінального права й процесу Харківського юридичного інституту. У 1952 захистив дисертацію на здобуття наукового ступеня кандидата юридичних наук на тему «Планування радянського попереднього слідства» (науковий керівник В.П. Колмаков). З 1951 працює на кафедрах кримінального права й процесу, а потім криміналістики на посадах асистента (1951 - 1952), старшого викладача (1952 - 1956), доцента (1956 - 1957). З 1957 був призначений виконуючим обов'язки завідувача кафедри криміналістики Харківського юридичного інституту (у зв'язку із тривалим відрядженням у Китайську Народну Республіку завідуючого кафедрою В. П. Колмакова). У 1958 був обраний завідувачем кафедри криміналістики. З 1965 – 1967 переведений на посаду старшого наукового співробітника для завершення роботи над докторською дисертацією. У 1967 – 1981 завідувач кафедри криміналістики Харківського юридичного інституту. У 1967 захистив дисертацію на здобуття наукового ступеня доктора юридичних наук «Наукові й правові основи розслідування окремих видів злочинів». О.Н. Колесниченко пішов з життя 19 травня 1985, похований на харківському кладовищі №13.  

## Наукова діяльність
Головні напрями наукової діяльності О.Н. Колесниченка: криміналістична техніка, тактика та методика розслідування окремих видів злочинів. Є одним зі фундаторів концепції формування криміналістичної методики, дослідження її сутності та змісту. Першим у вітчизняній криміналістиці запропонував і обґрунтував необхідність існування й застосування криміналістичної характеристики злочинів. Відомий науковими працями, щодо організації й плануванню розслідування злочинів.  Автор і співавтор більш ніж 70 наукових праць. Підготував 8 кандидатів юридичних наук. Був членом спеціалізованої вченої ради по захисту дисертацій у Харківському юридичному інституті, членом редакційної колегії збірника «Криміналістика й судова експертиза», головою секції держави й права районної організації товариства «Знання».

## Вибрані публікації
- Криминалистика // Учеб. — Москва. — 1958; 1962; 1963; 1973 (в соавтор.)
- Научные и правовые основы расследования отдельных видов преступлений // Докт. дис. — Харьков. — 1967.
- Общие положения методики расследования отдельных видов преступления (Конспект лекций по советской криминалистике) // Харьк. юрид. ин-т. Кафедра криминалистики. — Харьков. — 1965; 1976 — 47 с.
- Криминалистическая характеристика преступлений. Глава II. Советская криминалистика. Методика расследования отдельных видов преступлений. Под ред. В. К. Лисиченко. —Киев: Вища шк., 1988. — 405 c.
- Судебная фотография. — Харьков. : Вища школа. Изд-во при Харьк. ун-те, 1981. — 184 с. (в соавтор.)
- Криминалистическая характеристика преступлений. Учеб. пособие. Харьковский юридический ин-т. — Харьков. — 1985. — 93 с. (в соавтор.)
- Радянська криміналістика. Криміналістична техніка і слідча практика. Підручник для студентів юридичних ВУЗів та факультетів. За заг. ред. В. Колмакова. Київ Вища школа 1973 г. 296 с. (в співавт).

## Сім'я
- Батько — Колесніченко Никифор Никифорович, залізничник (1888—1940)
- Мати — Колесніченко (Плесс'ка) Олександра Геннадіївна, учителька (1885—1967)
- Дружина — Колесніченко (Берліна) Муся Давидівна, юрист (1924—2003)
- Син — Колесніченко Юрій Олексійович, фізик (нар. 1953)

## Нагороди
Нагороджений орденом Вітчизняної війни 1 ступеня, орденом Червоної Зірки, медалями "За трудову доблесть", «За доблесну працю», «За перемогу над Німеччиною у Великій Вітчизняній війні 1941—1945 рр.», «20 років Перемоги у Великій Вітчизняній війні», «50 років Радянської Армії»,  «50 років Збройних Сил СРСР», «60 років Збройних Сил СРСР», «Тридцять років перемоги у Великій Вітчизняній війні 1941—1945 рр.», «Сорок років перемоги у Великій Вітчизняній війні 1941—1945 рр.», «Ветеран праці»